# Europese kampioenschappen veldrijden 2022 - Vrouwen beloften
Het Europees kampioenschap veldrijden 2022 voor vrouwen beloften werd gehouden op zondag 6 november op de Citadel van Namen in het Belgische Namen. De Nederlandse Puck Pieterse won haar tweede titel bij de beloften.

## Uitslag

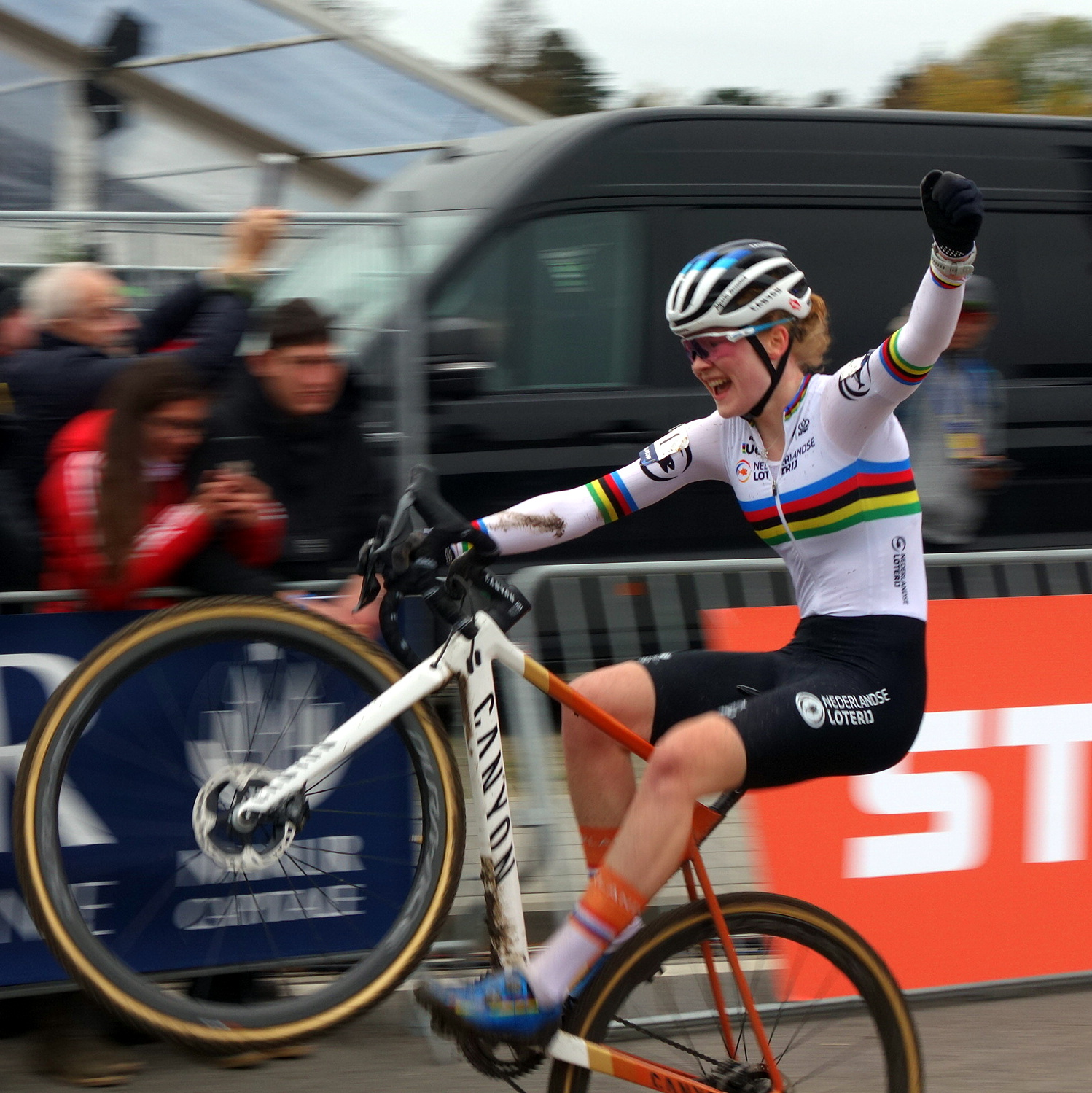
Puck Pieterse kwam in de regenboogtrui met een wheelie over de finish.

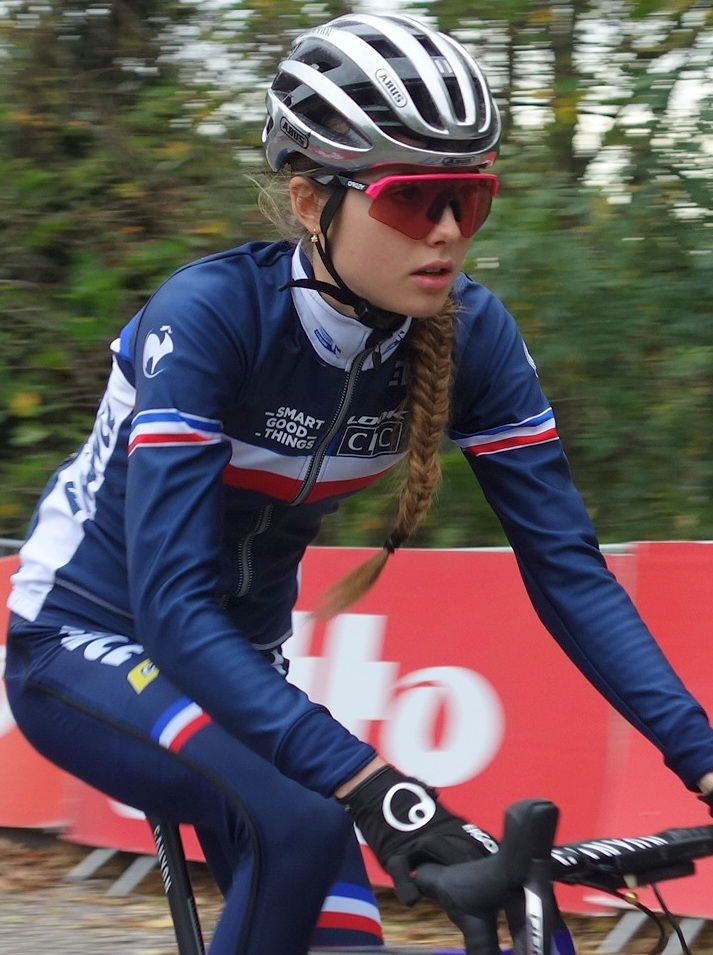
De Française Line Burquier werd tweede.

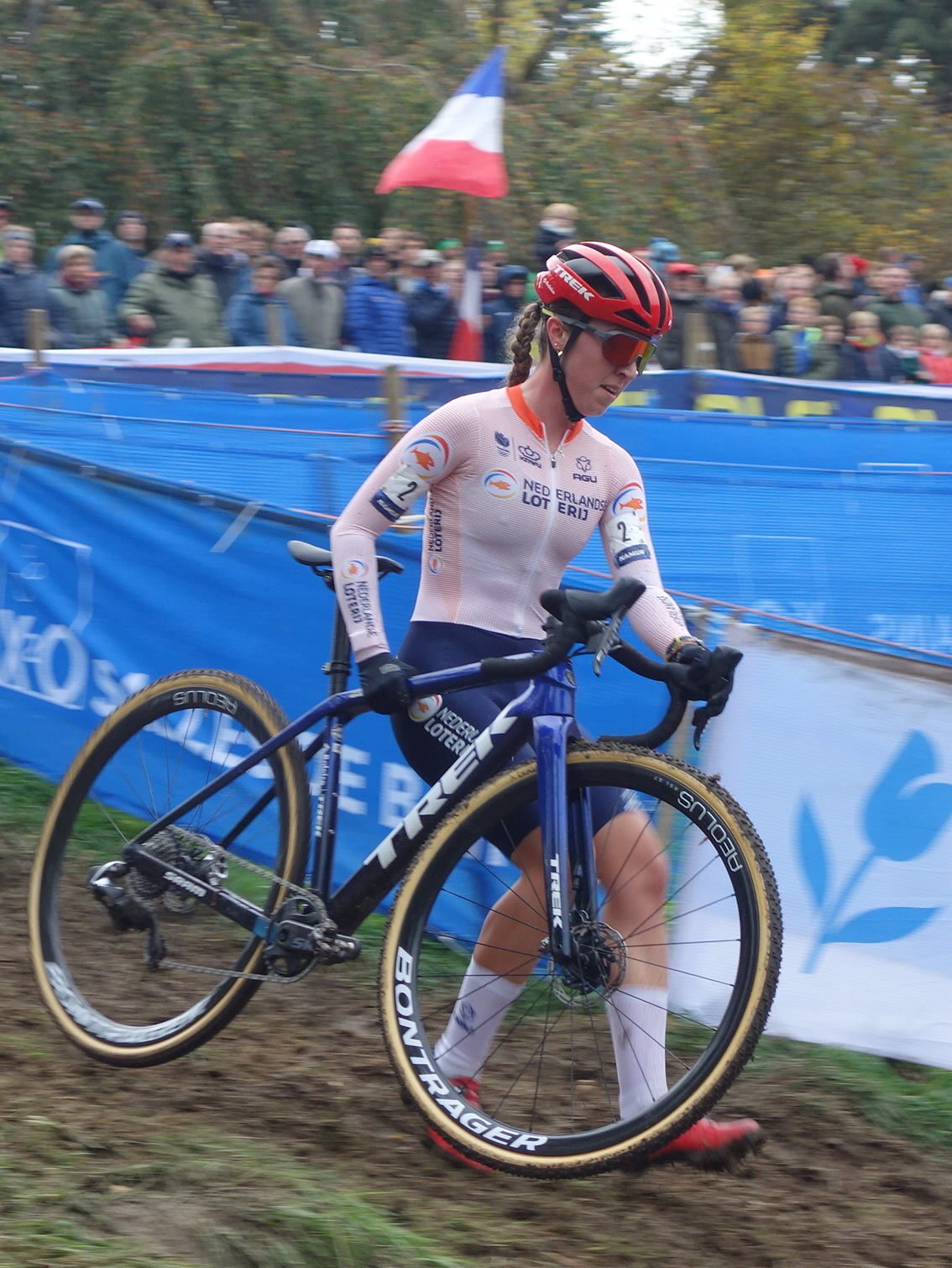
Shirin van Anrooij werd derde.

| Pos.          | Renster                         | Land                | Tijd      |
| ------------- | ------------------------------- | ------------------- | --------- |
| Europese trui | Puck Pieterse                   | Nederland           | 49'02"    |
| Zilver        | Line Burquier                   | Frankrijk           | + 50"     |
| Brons         | Shirin van Anrooij              | Nederland           | + 1'27"   |
| 4             | Marie Schreiber                 | Luxemburg           | + 1'46"   |
| 5             | Zoe Bäckstedt                   | Verenigd Koninkrijk | + 1'53"   |
| 6             | Amandine Fouquenet              | Frankrijk           | + 2'39"   |
| 7             | Leonie Bentveld                 | Nederland           | + 2'50"   |
| 8             | Kristýna Zemanová               | Tsjechië            | + 3'27"   |
| 9             | Lauriane Duraffourg             | Frankrijk           | + 4'08"   |
| 10            | Olivia Onesti                   | Frankrijk           | + 4'31"   |
| 11            | Judith Krahl                    | Duitsland           | + 4'46"   |
| 12            | Asia Zontone                    | Italië              | + 4'55"   |
| 13            | Millie Couzens                  | Verenigd Koninkrijk | + 5'55"   |
| 14            | Barbora Jerabkova               | Tsjechië            | + 5'57"   |
| 15            | Carlotta Borello                | Italië              | + 6'11"   |
| 16            | Kiona Crabbé                    | België              | + 6'14"   |
| 17            | Dominika Wlodarczyk             | Polen               | + 6'33"   |
| 18            | Jacqueline Schneebeli           | Zwitserland         | z.t.      |
| 19            | Ella Maclean-Howell             | Verenigd Koninkrijk | + 7'03"   |
| 20            | Clea Seidel                     | Duitsland           | + 7'38"   |
| 21            | Iris Offerein                   | Nederland           | + 7'58"   |
| 22            | Elisabeth Ebras                 | Estland             | + 8'10"   |
| 23            | Alice Papo                      | Italië              | + 8'11"   |
| 24            | Julie Brouwers                  | België              | + 8'22"   |
| 25            | Sterre Vervloet                 | België              | + 8'37"   |
| 26            | Malwina Mul                     | Polen               | + 1 ronde |
| 27            | Febe De Smedt                   | België              | + 1 ronde |
| 28            | Femke Gort                      | Nederland           | + 1 ronde |
| 29            | Tereza Kurnická                 | Slowakije           | + 1 ronde |
| 30            | Miriam Zeise                    | Duitsland           | + 1 ronde |
| 31            | Maria Modenes Garcia de Motiloa | Spanje              | + 1 ronde |
| 32            | Laura Maria Mira Juarez         | Spanje              | + 1 ronde |

| Pos. | Punten | Prijzengeld |
| ---- | ------ | ----------- |
| 1    | 60     | € 700       |
| 2    | 40     | € 400       |
| 3    | 30     | € 300       |
| 4    | 25     | -           |
| 5    | 20     | -           |
| 6    | 17     | -           |
| 7    | 15     | -           |
| 8    | 12     | -           |
| 9    | 10     | -           |
| 10   | 8      | -           |
| 11   | 6      | -           |
| 12   | 4      | -           |
| 13   | 2      | -           |
| 14   | 1      | -           |

## Reglementen

### Landenquota
Nationale federaties mochten het volgende aantal deelnemers inschrijven:
- 8 rijdsters + 4 reserve rijdsters

### Startvolgorde
De startvolgorde per categorie was als volgt:
1. Meest recente UCI ranking veldrijden
2. Niet gerangschikte rensters: per land in rotatie (o.b.v. het landenklassement van het laatste WK). De startvolgorde van niet gerangschikte rensters binnen een team werd bepaald door de nationale federatie.

2013 · 
2014 · 
2015 · 
2016 · 
2017 · 
2018 · 
2019 ·
2020 ·
2021 ·
2022